# Institut d'écologie et des sciences de l'environnement de Paris
L'Institut d'écologie et des sciences de l'environnement de Paris, anciennement Bioemco est un laboratoire scientifique de recherche français, fruit de la collaboration entre la faculté des sciences et ingénierie (ex-UPMC) de Sorbonne Université, le CNRS, l'INRA, l'ENS Ulm, l'IRD, AgroParisTech, et l'UPEC.
Bioemco comprend 180 personnes réparties sur cinq sites franciliens et sept sites étrangers, dont 105 chercheurs, enseignants-chercheurs et ITA.

## Équipes de recherche
Cinq équipes de recherche constituent Bioemco :
- Géochimie organique et minérale de l'environnement,
- Matières organiques des sols : dynamique et fonctions,
- Impacts des changements globaux sur les transferts (H2O, CO2, solutés) et particulaires,
- Biodiversité et fonctionnement des écosystèmes
- Interactions biologiques dans les sols.

## Objectifs scientifiques
Bioemco regroupe depuis janvier 2009 trois laboratoires de recherche :
- l’UMR 7618 "Biogéochimie des milieux continentaux"
- l'UR IRD 176 "Sols, usages des terres, dégradation, réhabilitation"
- l'UMR 137 "Biodiversité et fonctionnement des sols"
Cette unité pluridisciplinaire poursuit trois grands objectifs : (i) l’analyse et la modélisation de la structure, du fonctionnement et de la dynamique des systèmes écologiques continentaux, terrestres et aquatiques, par l’association des concepts et des outils de la physique, de la chimie, de la biologie et de l’écologie ; (ii) l’élaboration de bases conceptuelles nécessaires à la gestion des problèmes d’environnement et à la conception des stratégies de développement durable; (iii) le couplage de la recherche avec, d’une part, les systèmes de formation aux sciences de l’environnement et du développement durable et, d’autre part, les dynamiques sociales.
Les recherches qui seront menées au sein de Bioemco pour la période 2009 – 2012 s’inscrivent dans le contexte des changements globaux. Par changements globaux, il faut entendre des changements rapides de certaines composantes de l’environnement de l’homme à l’échelle planétaire qui modifient les conditions d’existence des sociétés et entraîneront nécessairement des mutations sociales de grande ampleur. Les composantes du changement global sont multiples. Celles qui concernent Bioemco sont principalement le changement climatique, l’érosion de la biodiversité, l’épuisement de certaines ressources naturelles, les pollutions locales et globales, les changements d’utilisation des terres. Bioemco analyse, conceptualise et modélise les impacts des composantes du changement global, ainsi que leurs interactions.
Bioemco n’étudie pas le changement climatique en soi, mais les impacts de ce changement sur les systèmes écologiques et les rétroactions que ceux-ci peuvent exercer sur la composition chimique et particulaire de l’atmosphère et sur le climat. Les questions abordées dans ce cadre ont trait pour l’essentiel à la dynamique de la matière organique des sols et aux mécanismes de stabilisation physique et chimique du carbone, au fonctionnement des communautés animales, végétales et microbiennes, à la régulation du cycle de l’azote, aux interactions entre végétation et fonctionnement du sol, au couplage entre cycles biogéochimiques, à l’écophysiologie (végétale, animale et microbienne).
En ce qui concerne la biodiversité, Bioemco s’intéresse prioritairement aux relations qui existent entre la structure des communautés et le fonctionnement des écosystèmes, c’est-à-dire aux interactions entre la dynamique du vivant et les cycles biogéochimiques. Les questions traitées vont de l’analyse des mécanismes qui régissent la résilience des réseaux d’interactions à l’étude de la circulation de la matière et de l’énergie dans les écosystèmes en passant par l’évaluation de l’importance des structures spatiales dans la dynamique des systèmes écologiques. Une attention particulière est apportée aux interactions entre catégories d’organismes et aux impacts de ces interactions sur les processus hydrauliques et les cycles biogéochimiques, en particulier sur la fertilité des sols et les émissions de gaz à effet de serre.
Le laboratoire Bioemco est très fortement impliqué dans le groupe GAIE (Groupe d'application de l'ingénierie des écosystèmes), groupe de réflexion basé en Ile-de-France sur l'Ingénierie Ecologique. Également, Bioemco participe au développement de l'Observatoire de Recherche sur les prairies et la Plateforme Ecotronique de Foljuif près de Fontainebleau, ainsi que la Station d'écologie de Lamto, en Côte d'Ivoire.